# 开拓者：正义之怒
《开拓者：正义之怒》是一款等距视角角色扮演游戏，由Owlcat Games工作室开发， META Publishing 发行。游戏规则基于Paizo Publishing的开拓者角色扮演游戏。
游戏于2020年2月通过Kickstarter众筹活动公布，并于2021年9月2日面向Windows和macOS发行。2022年9月29日发行了PS4和Xbox One版，以及任天堂Switch的云端版。

## 玩法
本作的特色之一是同时具有带暂停的即时制系统和回合制系统，并且支持两个系统间的无缝切换。

## 故事情节
世界之伤是一道位面裂隙，使恶魔从深渊前往凡间。蒙蒂维王国一直在与世界之伤进行一系列战争，但这些战争正在逐渐失去优势。
玩家控制位于蒙蒂维外围坎娜布利城的一人，在恶魔对城市的入侵中幸存下来后，玩家发现自己拥有未知来源的魔法“神话之力”。在将恶魔赶出坎娜布利后，玩家被蒙蒂维女王高芙瑞任命为第五次圣战军的指挥官。指挥官部署军队对抗恶魔势力，同时也试图找出关闭世界之伤的方法。他们从恶魔手中夺回了领土，并招募了各种各样的人加入他们的队伍。他们的神话之力不断增强，使他们走上“神话道途”。在游戏中玩家可以决定自己的善恶倾向，选择的神话道途会极大地影响玩家的能力和命运。
在攻下眷泽城后，高芙瑞女王命令指挥官前往深渊清除恶魔势力。指挥官到达深渊后经过各种努力最终见到了阿勒什尼拉的恶魔领主匿影女士，诺缇库拉，同时还有为诺缇库拉效力的阿瑞露·沃勒什。阿瑞露·沃勒什（Areelu Vorlesh）是一个半恶魔的疯狂科学家，她创造了世界之伤。主角此时被告知真相，他的神话之力是阿瑞露使用恶魔领主之血制造的奈罕翠水晶赋予的。诺缇库拉也有关闭世界之伤的打算，因为其他位面的恶魔给她制造了很多麻烦，在关闭世界之伤这一点上诺缇库拉和圣教军有着一致的利益关系，因此她需要指挥官作为她的代理人去消灭知道水晶秘密的德斯卡瑞和巴弗灭势力。
指挥官从深渊回到眷泽城后，女神艾奥梅黛向指挥官显现，诺缇库拉和阿瑞露·沃勒什也同时出现。他们进一步告诉指挥官他的神话之力来自深渊，而关闭世界之伤会使指挥官死亡，除非他放弃自己的神话之力。艾奥梅黛希望玩家放弃深渊之力，以凡人的身份取得胜利，从而进入“传奇”道途。阿瑞露·沃勒什告诉指挥官，能关闭世界之伤的钥匙有两把，也就是她和指挥官自己。其中一人必须死在世界之伤才能关闭。
指挥官在世界之伤的入口与她战斗。沃勒什被击败后，玩家可以选择将沃勒什推入世界之伤，或自己跳进去，或用各种其他解决方案。如果世界之伤关闭，蒙蒂维和周边地区最终将迎来平和。而另一些神话道途可以利用世界之伤来达到自己的目的。
故事有一个隐藏结局。玩家对沃勒什的实验有了更多了解，并意识到她正试图成为半神。玩家凑齐了飞升所需的材料和知识，并最终在击败沃勒什后完成飞升，获得近乎不朽的力量。

## 开发
该游戏是同一开发商的前一款角色扮演游戏《开拓者：拥王者》的续作，但故事情节并不连续。续作以《拥王者》的引擎为基础，并扩展了额外的规则集，包括新的角色职业和神话进程系统。Owlcat于2020年2月发起了Kickstarter众筹，为该游戏筹集额外的开发资金。众筹一开始的目标是30万美元，但最终超过了200万美元，使多个扩展项目被加入游戏。

## 可下载内容
游戏已发布六个主要DLC。第一个和第三个DLC可以单独游玩，也可以合并到主战役中，第二个和第五DLC只能单独游玩。
第一个DLC《无解的超量》于2022年3月3日发布。在这个DLC中玩家被“魔法的守护者”困在另一个维度，他认为他们的神话之力违反了宇宙法则。
第二个DLC《浴灰而行》于2022年4月21日发布。讲述了一群普通人在坎娜布利遭受恶魔袭击时试图生存的故事。
第三个DLC《午夜群岛的宝藏》于2022年8月30日发布。这是一个Roguelike战役，队伍在深渊中寻找神秘宝藏。
第四个DLC《最后的萨阔力人》于2023年3月7日发布。此DLC增加了一个新的伙伴和新职业，包含6个子职业、一段新的浪漫关系和一个新区域。
第五个DLC《虚无之主》于2023年11月21日发布。
第六个DLC《假面之舞》于2024年6月13日发布。

## 评价
根據評論匯總網站根据Metacritic的统计，《开拓者：正义之怒》获得評論者“普遍好评”。IGN编辑罗温·凯泽（Rowan Kaiser）赞扬了游戏的故事情节和技术改进，但对军事管理方面表示失望。PC Gamer的乔迪·麦格雷戈（Jody Macgregor）称这款游戏“非常值得花时间玩”，但批评其游戏品質的不稳定。

#### 销量
2023年1月，游戏在全球的销量已达100万份。